# Cylindracris subaptera
Cylindracris subaptera är en insektsart som beskrevs av Marius Descamps och Wintrebert 1967. Cylindracris subaptera ingår i släktet Cylindracris och familjen gräshoppor. Inga underarter finns listade i Catalogue of Life.